# Cheviré híd
A Cheviré híd (franciául: Pont de Cheviré) vagy népszerű nevén a  Cheviré viadukt (franciául: Cheviré Viaduct) egy franciaországi közúti híd, amely Nantes nyugati külvárosában keresztezi a Loire folyót. A Loire második magashídja a várost elkerülő körgyűrű nyugati szektorának részeként nyílt meg 1991-ben. Az 1987-ben kezdődött építkezés 522 millió frankos költségeinek 55%-át a francia állam, 45%-át pedig a nantesi régió finanszírozta. A víz fölött magasan átvezetett úttest lehetővé teszi, hogy a nagy felépítményű tengerjáró hajók befuthassanak a nantesi kikötőbe. A hidat 1991. április 27-én nyitotta meg Michel Rocard francia közlekedési miniszter. Az átkelőhely kiemelt szerepet kapott az Atlanti-óceán partvidékének közlekedésében, kiváltván a kisebb kapacitású Saint Nazaire hidat.

## Szerkezet
A létesítmény nem tipizálható, mivel három jól elkülöníthető részre tagolódik. Az északi és déli felvezető út a feszített vasbeton szerkezetű viadukt, amelyet csúszószekrényes módszerrel építettek. A híd északi része nem egyenesen, hanem enyhe kanyarban, kilenc támaszköz áthidalásával éri el az átlagos vízszint fölötti 55 méteres magasságot. Szintén feszített vasbeton szerkezetű a híd déli része is, ahol 12 támaszköz található. A híd Loire fölött húzódó főnyílásának 165 méteres szakasza acélból készült. Ezt a szerkezeti elemet az óceán partján fekvő Saint Nazaire-ban gyártották és a helyszínre vontatását követően egy tengeri hajódaru emelte a helyére. A 2200 tonnás acélszerkezet egy különleges megoldással, nem az alátámasztásoknál kapcsolódik a két oldalán elhelyezkedő vasbeton viaduktokhoz.
A híd alatt a vízállástól függően legfeljebb 58,4 méter magas hajók haladhatnak át. Napjainkban az átkelőhely az N844-es gyorsforgalmi és az E03-as európai út része. A hídon 6 forgalmi sáv fut át, járdák és kerékpárutak nincsenek.

## Fordítás
- Ez a szócikk részben vagy egészben a Pont de Cheviré című francia Wikipédia-szócikk ezen változatának fordításán alapul.  Az eredeti cikk szerkesztőit annak laptörténete sorolja fel. Ez a jelzés csupán a megfogalmazás eredetét és a szerzői jogokat jelzi, nem szolgál a cikkben szereplő információk forrásmegjelöléseként.